# Biciklizam
Biciklizam (koturaštvo) je način kretanja kopnom korištenjem bicikla, prijevoznog sredstva na ljudski pogon. Iako prvotno nastao u 19. stoljeću u Europi kao način bržeg i lakšeg transporta ljudi, danas je osim načina prijevoza i vrlo rašireni sport, te vid rekreacije.

## Povijest biciklizma
Otkriće bicikla nije vezano za jedno određeno vrijeme odnosno ime konkretnog izumitelja. Kroz povijest je bilo više primjera vozila pokretanog ljudskom snagom, ali su često ona bila bitno drugačija od današnjeg koncepta bicikla. Osoba koja se spominje kao prvi vozač bicikla je njemački barun Karl von Drais, koji je 1817. godine svojevrsni bicikl na guranje nazvan draisine, a koji još postoji u muzeju Paleis het Loo u Apeldoornu, Nizozemska. Između 1850. i 1860. godine je Francuz Ernest Michaux sa svojim učenikom Pierre Lallementom razvijao bicikl s pedalama na prednjem velikom kotaču. Taj je bicikl Michaux kasnije i patentirao. Ovakvi su bicikli bili teško upravljivi i opasni, jer su padovi bili česti. Problemi s upravljanjem su donekle smanjeni uvođenjem upravljača i pomicanja sjedala u bolji položaj, međutim pravi napredak je bio uvođenje lančanog pogona kojeg su osmislili J. K. Starley, J. H. Lawson, and Shergold. Starleyev model bicikla iz 1885. godine se najčešće smatra prvim modernim biciklom. Daljnje poboljšanje bilo je uvođenje pnemuatskih guma, 1888. godine, koje je uveo Škot John Boyd Dunlop.
Osnovni koncept bicikla do današnjih dana nije se bitno mijenjao, osim što je tehnološki napredak donio primjenu kvalitetnijih materijala u izradi, te su današnji bicikli daleko upravljiviji i sigurniji.
Danas je biciklizam često korišten u prometu, zatim kao vid zabave te kao sport. Zbog relativno jeftine izrade i dostupnosti to je danas najraširenije prijevozno sredstvo. Pretpostavlja se da danas na svijetu postoji preko 1.000.000.000 bicikala.

## Biciklizam i promet
Bicikl je pet puta učinkovitiji od hodanja.
Prema današnjim važećim prometnim pravilima u većini država bicikl se smatra prometnim sredstvom, te je dakle biciklist ravnopravan sudionik u prometu. To znači da postoji zakonska regulativa koja propisuje minimalnu potrebnu starost vozača kada sudjeluje u prometu, pravila kretanja po javnim prometnicama, tehničke zahtjeve na bicikl, itd.
Zbog činjenice da je u usporedbi s drugim uobičajenim prijevoznim sredstvima (primjerice automobilom) bicikl potpuno neškodljiv po okoliš, a ujedno vrlo pozitivnog učinka na zdravlje biciklista, brojni gradovi grade za bicikliste infrastrukturu koja im olakšava i omogućuje sigurnu i ugodnu vožnju, odvojene biciklističke staze i trake, posebna mjesta za odlaganje bicikala, posebne povlastice, itd.
Vožnja biciklom 25 minuta dnevno umjesto vožnje automobilom smanjuje emisiju ugljičnog dioksida za 165 kg u godini dana.
Vozač bicikla sa 100 kalorija može voziti 8 km, dok automobil sa 100 kalorija može voziti samo 85 metara (Usporedba količine kalorija potrošenih tijekom vožnje biciklom s brojem kalorija koje izgara automobil).

## Sportski biciklizam
Biciklisti su najsnažniji i najizdržljiviji u kasnim dvadesetima. Nakon tridesete, snaga pada relativno brzo, a izdržljivost je na najvišoj razini do kasnih tridesetih, nakon čega počinje naglo opadati.
Podjela po granama, disciplinama, te sudjelovanju na OI
| Grane biciklizma | Disciplina | Disciplina |
| ---------------- | --- | --- |
| Grane biciklizma | Olimpijska | Neolimpijska |
| Cestovni         | - Cestovna utrka (skupni start), - Utrka na vrijeme - kronometar (pojedinačni start) | - Ekipni kronometar - Etapna utrka - Kriterij |
| Pistovni         | - Sprint, pojedinačni, - Sprint, ekipni, - Keirin ili olimpijski sprint, - Ekipna dohvatna vožnja, - Omnium - Višeboj uključuje discipline: - Leteći krug, - Bodovna utrka, - Utrka na ispadanje, - Dohvatna vožnja, - Kratka utrka - Scratch race, - Utrka na 1km(M)/500m(Ž)) | - Tandem, - Utrka s motornim vodstvom, - Utrka na ispadanje, - Šestodnevna utrka |
| Brdski (MTB)     | - Olimpijski cross country - XCO | - Short track / Cross country short track - XCC - Cross country maraton - XCM, - Cross country od točke do točke - XCP, - Cross country kronometar - XCT, - Cross country štafeta - XCR, - Cross country etapna utrka - XCS, - Cross country eliminator - XCE, - Spust - DH - pojedinačni start - DHI, - grupni start - DHM, - Enduro, - 4X - Dual Slalom - DS - Super D - SD - 24h MTB - MTB orienteering - MTB-O |
| BMX              | - Standard 20" | - Cruiser 24" |
| Ciklokros        | | - Utrka |
| Trial            | | - Klasa 20" - Klasa 26" - Otvorena klasa - Urbani trial |
| Artistički       | | - Natjecanje |
| Ciklobal         | | - Utakmica |

### Najpoznatija natjecanja u biciklizmu
- Biciklizam na Olimpijskim igrama.
- Cestovni biciklizam: etapne utrke (Tour de France, Giro d'Italia, Vuelta Espana), jednodnevne utrke (Paris - Roubaix, Ronde van der Vlaandren, Liege - Bastogne - Liege, Amstel Gold Race, Paris - Tours, Giro di Lombardia, Milano – Sanremo, Classica San Sebastian. Ove jednodnevne utrke su do 2005.g. činile veliki dio Svjetskog Kupa, natjecanja u kojem su se dobivali bodovi za plasman na najvećim jednodnevnim utrkama. 2005 uvođenjem Pro Tour-a (sadašnji World Tour) prestalo je bodovanje za Svjetski Kup), Svjetska i kontinentalna prvenstva.

## Zanimljivosti
- Koturaška cesta u Zagrebu nazvana je po tom sportu.[1]